# Queensrÿche (мини-альбом)
Queensrÿche — дебютный одноимённый мини-альбом группы Queensrÿche, выпущенный в 1982 году на местном независимом лейбле 206 Records, но позже переизданный в следующем году на лейбле EMI-America. Ремастированное издание вышло в 2003 году на лейбле Capitol Records.

## История записи
В начале 1980-х группа из Белвью, ставшая позднее Queensrÿche, была известна под именем The Mob, она занималась исполнением кавер-версий популярных хеви-металлических групп, таких как Iron Maiden и Judas Priest. В состав входили гитаристы Крис ДеГармо и Майкл Уилтон, барабанщик Скотт Рокенфилд и басист Эдди Джексон. Им не хватало певца, поэтому они договорились с Джеффом Тейтом, фронтменом другой местной группы Babylon (позднее Тейт перешёл в Myth), совмещать эту должность в обоих коллективах. Тейт не хотел присоединяться к The Mob, поскольку его не интересовала перспектива кавер-исполнителей.
Вдохновленные положительными отзывами об их выступлениях на местных рок-фестивалях, The Mob решили переключиться с исполнения каверов на написание собственной музыки. Четверо участников, которым в то время было от 17 до 19 лет, репетировали по пять дней в неделю в подвале родителей Рокенфилда и устроились как минимум на две работы каждый, чтобы заработать достаточно денег для записи 24-дорожечной демо-записи. В конце лета 1982 года, собрав нужную сумму, музыканты забронировали ночные смены с понедельника по пятницу в Triad Studios в Редмонде, штат Вашингтон, для записи четырёх песен. Тейта попросили присоединиться к группе для записи и на той же неделе написать текст к одной незаконченной песне, которая стала называться «The Lady Wore Black». В начале этой композиции можно услышать свист, он был непреднамеренным, как вспоминает Бретт Миллер: «Джеффу нужно было создать подходящее настроение, поэтому он выключил свет и пел в студии при одинокой горящей свече. В ожидании начала первого куплета, он насвистывал под вступительную гитару, не понимая, что его уже записывают. Впоследствии он признал ошибку, но все согласились, что итоговый результат получился хорош, поэтому решили его сохранить».
Получившееся демо музыканты попытались использовать для заключения контракта со звукозаписывающим лейблом. Без особого успеха. Помог случай. Брат Рокенфилда, на которого запись произвела большое впечатление, связался с владельцами сиэтлского музыкального магазина Easy Street Records, Кимом и Дианой Харрисами. Последние, ознакомившись с материалом, предложили The Mob заключить менеджерский контракт и добились разрешения на производство 3500 виниловых копий миньона. Одним из первых действий новой команды была смена по настоянию менеджера имени музыкального коллектива, которое, как оказалось, уже было кем-то занято. Перебрав множество вариантов, участники согласились использовать название первой песни демо-альбома в несколько видоизменённом варианте. После чего чета Харрисов отправилась в «отпуск» в Великобританию, где постаралась распространить копии демки как можно шире. В конце февраля 1983 года среди адресатов оказалась и редакция профильного рок-журнала Kerrang!. На страницах еженедельника вскоре появилась восторженная реакция журналистов на запись американцев. Что повлекло за собой повышенный спрос, Easy Street Records оказались завалены тысячами писем любителей музыки с запросом на демо-ленту.

## Список композиций
Все тексты написаны Крисом ДеГармо, если не указано иное.
| №  | Название                | Музыка       | Длительность |
| -- | ----------------------- | ------------ | ------------ |
| 1. | «Queen of the Reich» () | Крис ДеГармо | 4:21         |
| 2. | «Nightrider» ()         | Майкл Уилтон | 3:46         |

| №                   | Название              | Текст песни         | Музыка              | Длительность |
| ------------------- | --------------------- | ------------------- | ------------------- | ------------ |
| 1.                  | «Blinded»             |                     | Уилтон              | 3:06         |
| 2.                  | «The Lady Wore Black» | Джефф Тейт          | ДеГармо             | 6:15         |
| Общая длительность: | Общая длительность:   | Общая длительность: | Общая длительность: | 17:28        |

| №                   | Название              | Автор(ы)            | Длительность |
| ------------------- | --------------------- | ------------------- | ------------ |
| 1.                  | «Queen of the Reich»  | ДеГармо             | 4:25         |
| 2.                  | «Nightrider»          | ДеГармо, Уилтон     | 3:48         |
| 3.                  | «Blinded»             | ДеГармо, Уилтон     | 3:06         |
| 4.                  | «The Lady Wore Black» | ДеГармо, Тейт       | 6:16         |
| 5.                  | «Prophecy»            | Дегармо             | 4:00         |
| Общая длительность: | Общая длительность:   | Общая длительность: | 21:35        |

| №  | Название              | Автор(ы)        | Длительность |
| -- | --------------------- | --------------- | ------------ |
| 1. | «Queen of the Reich»  | ДеГармо         | 4:25         |
| 2. | «Nightrider»          | ДеГармо, Уилтон | 3:49         |
| 3. | «Blinded»             | ДеГармо, Уилтон | 3:06         |
| 4. | «The Lady Wore Black» | ДеГармо, Тейт   | 6:28         |

| №                   | Название                 | Автор(ы)            | Длительность |
| ------------------- | ------------------------ | ------------------- | ------------ |
| 5.                  | «Nightrider»             | ДеГармо, Уилтон     | 4:32         |
| 6.                  | «Prophecy» ()            | ДеГармо             | 3:59         |
| 7.                  | «Deliverance»            | Уилтон              | 3:40         |
| 8.                  | «Child of Fire»          | Тейт, Уилтон        | 4:36         |
| 9.                  | «En Force»               | ДеГармо             | 5:47         |
| 10.                 | «Blinded»                | ДеГармо, Уилтон     | 3:26         |
| 11.                 | «The Lady Wore Black»    | ДеГармо, Тейт       | 7:01         |
| 12.                 | «Warning» ()             | Тейт, Уилтон        | 4:56         |
| 13.                 | «Take Hold of the Flame» | Тейт, ДеГармо       | 5:12         |
| 14.                 | «Queen of the Reich»     | ДеГармо             | 5:19         |
| Общая длительность: | Общая длительность:      | Общая длительность: | 66:17        |

## Участники записи
Список составлен по сведениям базы данных Discogs
Queensrÿche:
- Джефф Тейт — вокал
- Крис ДеГармо[англ.] — гитара, соло-гитара на «Queen of the Reich» и «The Lady Wore Black», бэк-вокал
- Майкл Уилтон[англ.] — гитара
- Эдди Джексон[англ.] — бас-гитара, бэк-вокал
- Скотт Рокенфилд[англ.] — ударные

| Технический персонал: оригинальное издание 1983 года: - Queensrÿche — продюсирование - Том Холл — звукорежиссёр - Грег Фульгинити — мастеринг - Ганс Хугли — фотографии - Уэс Грисволд — концепция обложки, художественное оформление конверта пластики - Скотт Рокенфилд — концепция логотипа группы переиздание 1988 года: - Нил Кернон — продюсер (песня «Prophecy») - Кен Шепперд — фотографии | Технический персонал: переиздание 2003 года: - Дэвид К. Теддс — продюсер переиздания - Кевин Флаэрти — руководящий A&R-продюсер - Рон Людер — мастеринг - Эврен Гёкнар — ремастеринг - Кенни Немес — менеджер проекта - Мишель Аззопарди — художественное оформление - Пол Сутер — автор текста для буклета |

## Позиции в хит-парадах
| Чарт (1983)         | Высшая позиция | Пребывание |
| ------------------- | -------------- | ---------- |
| США (Billboard 200) | 85             | 11 недель  |

## Сертификации
| Страна | Организация | Сертификация | Дата сертификации | Уровень продаж     | Источник |
| ------ | ----------- | ------------ | ----------------- | ------------------ | -------- |
| США    | RIAA        | Золотой диск | 15 августа 1991   | более 500 000 экз. | [ 20 ]   |